# Перех
Перех (івр. פרא) — ізраїльський ракетний танк, який використовується ізраїльською армією з 1980-х років. Машина є переробкою ізраїльського танка Magach 5, зберігши зовнішній вигляд танка завдяки встановленню муляжа танкової гармати. Про існування транспортного засобу «Перех» стало відомо лише у червні 2015 року.

## Основна інформація

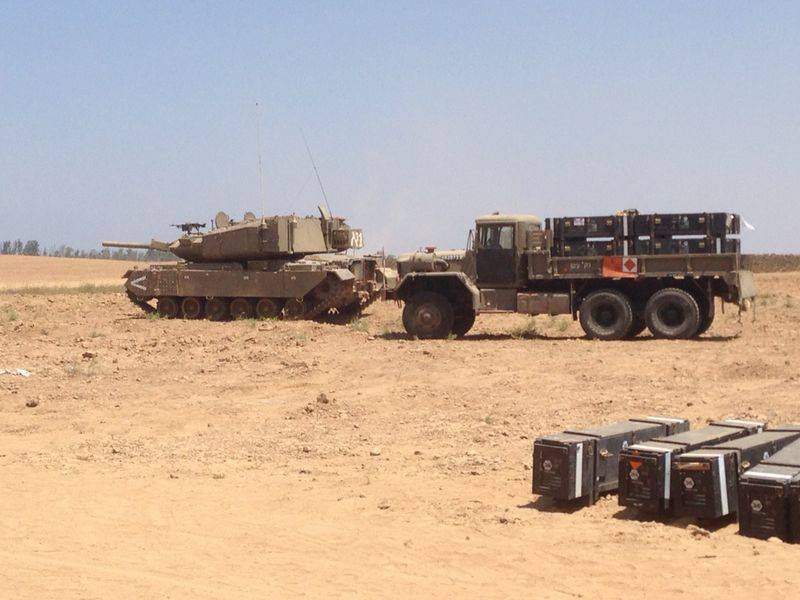
«Перех» і перевантажувальна машина в лагері під час війни в Газі

Потреба в розробці автомобіля «Перех» виникла внаслідок досвіду Армії оборони Ізраїлю, отриманого під час війни Судного дня, в якій ізраїльські танки переважали за чисельністю танки противника. «Перех» введено в експлуатацію протягом 1980-х років.
«Перех» використовує гусеничне шасі ізраїльського танка «Магах 5», який є локально модернізованим варіантом американського танка M48 Patton. На цьому шасі розмістили велику танкову башту з навісною дванадцятизарядною пусковою установкою Tamuz (Spike-NLOS) з дальністю стрільби 25 км, навісною прицільною системою та муляжем танкової гармати, що дозволило зберегти силует танка. Озброєння доповнюється двома кулеметами FN MAG .

## Операційна служба
Машини «Перех» брали участь у Другій ліванській війні 2006 року, війні в секторі Газа та операції «Непорушна скеля» у 2014 році. Саме тоді з'явилися перші зображення машини.